# Ivan Illich
Ivan Illich (Beč, 4. rujna 1926. – Bremen, 2. prosinca 2002.) bio je filozof hrvatskog i židovskog podrijetla, katolički svećenik i kritičar institucija moderne zapadne kulture i njihovog utjecaja na obrazovanje, medicinu, rad, iskorištavanje energije i gospodarski razvoj.

## Životopis
Otac mu je bio Hrvat Petar Ilić, a majka bečka Židovka španjolskog podrijetla. Rodio se u Beču 1926. godine. Djetinjstvo je proveo u Beču, Splitu i Sutivanu. Studirao je prirodne znanosti, filozofiju i teologiju u Firenzi, Salzburgu i Rimu. Za školovanje je postigao dva doktorata. Postao je katolički svećenik u njujorškoj nadbiskupiji. Službovao je kao vicerektor sveučilišta na Portoriku. Kasnije se preselio u Cuernavacu u Meksiko, gdje se je posvetio odgoju misionara i socijalnih radnika za djelovanje u Južnoj Americi.
Zbog određenih stavova bio je pozvan na odgovornost u Vatikan. Nakon toga je zatražio sekularizaciju te je prestao obavljati svećeničku službu.
U intervjuu s Davidom Cayleyem izjavio je da "od kada sam napustio staru kuću na otoku u Dalmaciji, ja nikada više nisam imao mjesto koje zovem svojim domom". Međutim, prevođenje njegovih djela u Hrvatskoj započelo je tek u 21. stoljeću, dok ga se u razdoblju Jugoslavije prevodilo na srpski.

## Djela
nepotpuni popis
- Povratak Ivana Illicha, u: Europski glasnik, br. 9., Zagreb 2004. (izbor tekstova)
- Medicinska Nemeza: Eksproprijacija zdravlja, Zagreb 2010., prev. Jagoda Milinković (izv. Medical Nemesis, 1975.)
- Vernakularne vrijednosti, u: Europski glasnik, br. 17., Zagreb 2012., prev. Sanja Fabijanić (izv. Vernacular Values, u: Shadow Work, 1981.)
- Vernakularne vrijednosti i drugi eseji, Zagreb 2013., prev. Sanja Fabijanić et al.
- H2O i vode zaborava, Zagreb 2020., prev. Biljana Romić (izv. H2O and the Waters of Forgetfulness, 1985.)

### Članci
- Bezić, Živan. 1977. Ideje Ivana Illicha. Crkva u svijetu. Sveučilište u Splitu - Katolički bogoslovni fakultet. Split. 12 (4): 348–358